# 周壽臣
周壽臣爵士，KBE，LLD，JP（ ，1861年3月13日—1959年1月23日），原名周長齡，香港島黃竹坑新圍人，晚清高級官員，最後在1909年調任「奉錦山海關兵備道兼山海關監督」，直到清亡。其後成為20世紀初期香港政商界著名人物，曾於1918年參與創立東亞銀行，並擔任該銀行之主席達三十多年。
周壽臣為英屬香港第一名華裔議政局成員，作為政府及民間華人的溝通橋樑。另外，周壽臣亦熱心公益，積極參與慈善活動。曾經於1929年創立香港保護兒童會，又先後擔任保良局及東華三院顧問。由於周壽臣對早期香港貢獻甚多，社會地位崇高，他與何東在20世紀50年代時被合稱為「香港大老」。

## 生平

### 留學生涯

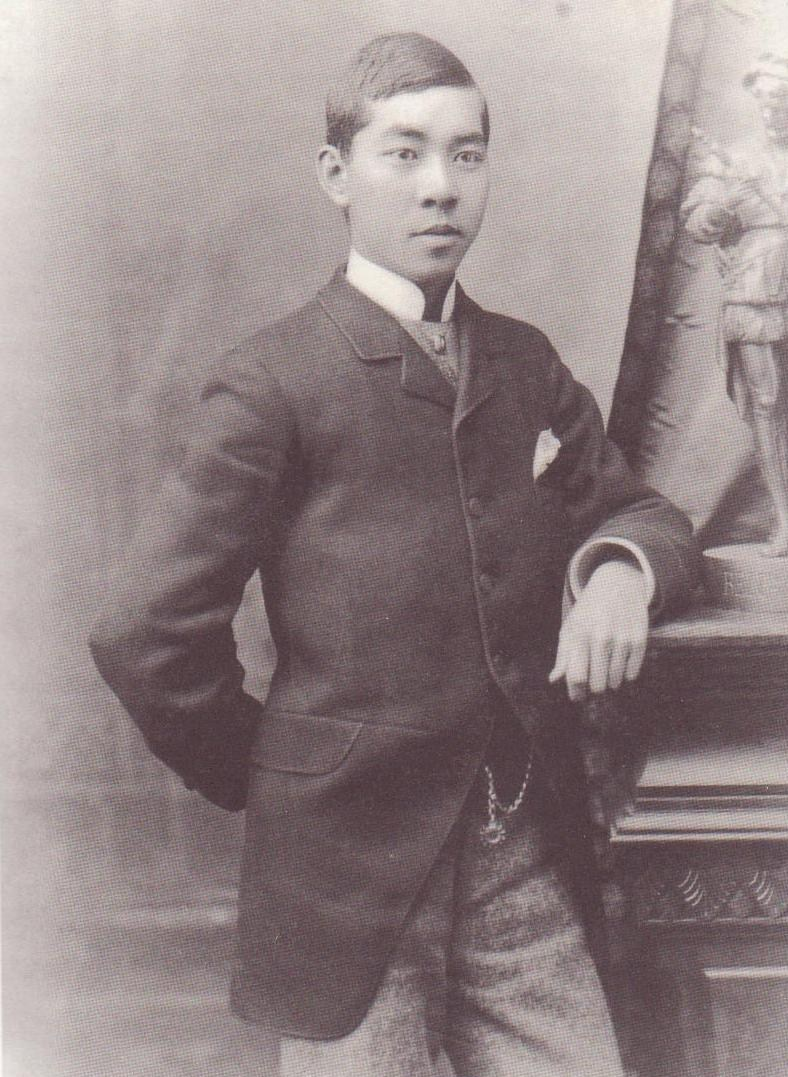
周壽臣於菲立斯學院畢業時攝（1881年）

周壽臣1861年於香港島黃竹坑新圍出生，11歲便由父母送往中央書院，接受西方教育。當時中國積弱不振，並剛剛於英法聯軍之役中慘敗，清廷由曾國藩、李鴻章等人推動下，開始了洋務運動。洋務運動期間，清廷亦決定「派童赴美」，以吸收西洋知識。於是，清政府代表容閎便來港訪尋學童。由於周壽臣在港已經接觸西學，因此被容閎選為第三批大清留美幼童之一，同時被選中的還有唐紹儀、詹天佑、梁如浩等人。1874年，周壽臣等人便到達美國並獲安排進入溫斯第小學（Winsted Local Grammer School） 唸書。1年後，周壽臣從溫斯第小學畢業，並於同年9月入讀菲立斯學院。留美幼童由於已經融入當地社會，開始剪去辮子，部分更信奉基督教。這令當時清朝保守勢力怒不可遏，並不斷上書李鴻章，要求召回留美學童。雖然容閎力排眾議，可是後來李鴻章仍然決定召回留美學童。對於當時以優異成績於菲立斯學院畢業的周壽臣而言，這絕對不是一個好消息，因為周壽臣當時已得到美國著名大學哥倫比亞大學取錄，準備入學。最後，周壽臣只能無奈地放棄入學機會，回到中國。

### 政治生涯

#### 出仕清廷

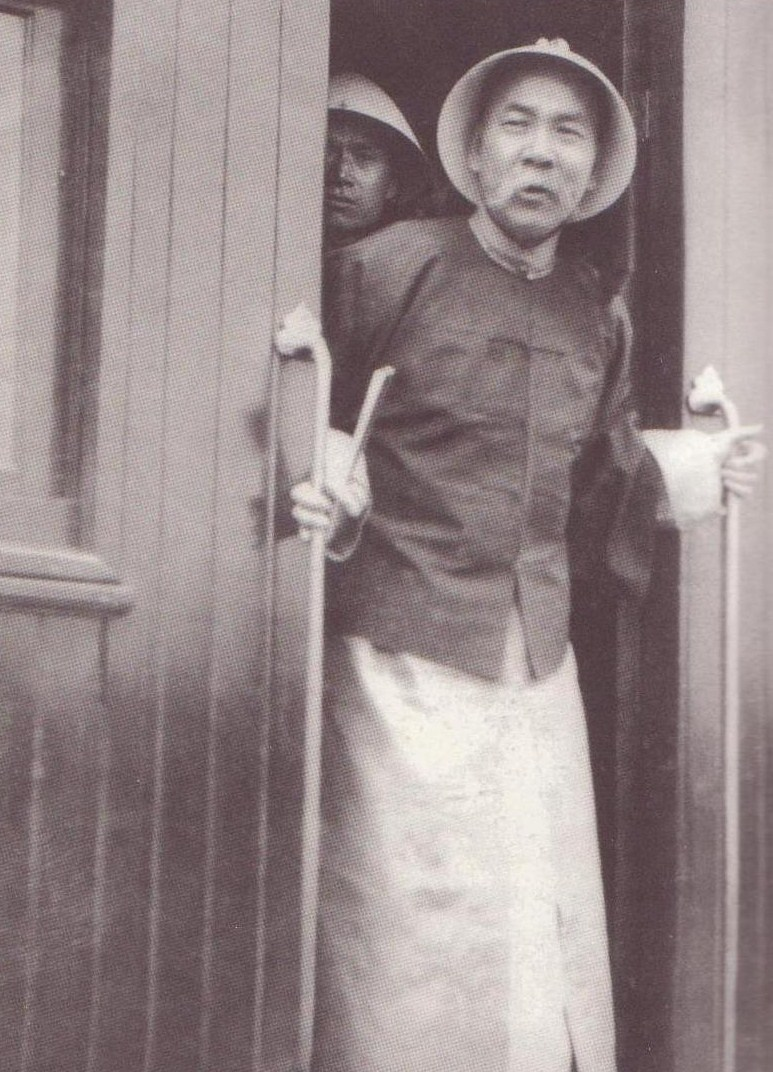
1903年周壽臣任關內外鐵路總辦

闊別十載後，周壽臣回到了中國。一如所料，留學學童既得不到政府認同，又沒有得到應有的尊重。政府並沒有善用其專長，相反將他們投閒置散，薪酬及待遇極為差劣，使學童們感到非常徬徨。後來，周壽臣被調往天津海關工作了一段短時間後，於1883年跟隨德國前副領事穆麟德前往朝鮮，處理稅務問題。可是1885年，穆麟德由於私通俄國，企圖引入俄國勢力而遭李鴻章革職。於是，便改由袁世凱總管朝鮮問題，周壽臣輾轉亦轉到其麾下。周壽臣加入袁世凱陣營後，終於得到了充分的肯定和發揮，協助維護大清國在朝的特殊地位。可是東學黨起義於1894年發生，日本政府藉故進攻朝鮮，周壽臣與唐紹儀、梁如浩等人留守至最後一刻，才在迫不得已的情況下全面撤退。周壽臣在朝鮮十五年間，由最初的一名翻譯員晉升成為署理仁川領事，事業上可算是平步青雲的。
回到中國後，周壽臣被安排到天津輪船招商局中工作，職位為副幫辦。他上任後提出多項改善建議，深得當時總督盛宣懷的器重。列強在八國聯軍之役中，嚴重毀壞津局財產，周壽臣決定根據國際法向美國追討。就是由於周壽臣積極進取、全力以赴的作風，最終於1903年獲得提拔，出任關內外鐵路總辦，官至二品。周壽臣亦協助籌辦鐵路學堂，以培訓國內鐵路專才。後來在1909年調任「奉錦山海關兵備道兼山海關監督」，負責管理於英法聯軍之役後開埠的牛莊（今營口），直至滿清滅亡。

#### 辭官歸港

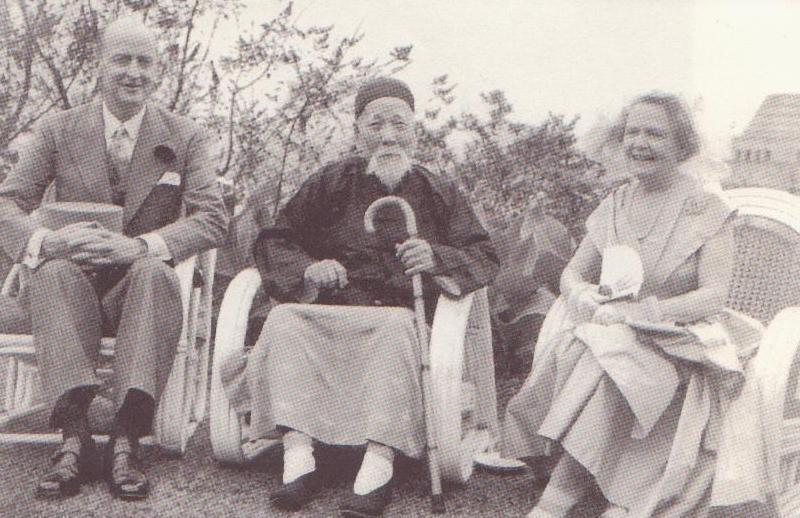
1952年與港督葛量洪爵士伉儷攝於茶聚

辛亥革命於1911年爆發後不久，袁世凱便出任中華民國大總統一職，而唐紹儀、梁如浩等人均獲得提拔，分別在新政府出任總理或部長等職位。可是，周壽臣此時卻選擇抽身而退，寧同妻兒辭官返港。袁世凱為了表示對周壽臣的感謝，特以授予三等嘉禾勳章，以資嘉許。

回港不久後，作為當時華人社會領袖的周壽臣獲香港政府贈予周氏太平紳士的名銜，為周氏在港從政鋪路。周壽臣更於1919年成為潔淨局官員，開始了其從政之路。正因為周壽臣於清末時任朝廷高官，潔淨局的工作顯得雕蟲小技、大材小用。因而，年過六十的周壽臣於1921年12月被委任為定例局官員。後來，省港大罷工爆發，作為華人領袖的周壽臣穿梭兩地調停。1926年可說是周壽臣雙喜臨門的一年，先於年初與港督金文泰被喬治五世冊封為爵士，繼何啟、韋玉、何東後成為第四名華人爵士。喬治王子（後晉為根德公爵）更成為英國史上，首名親臨香港授勳的皇室成員。後來，金文泰更委任周壽臣為香港史上第一位華人議政局議員，成為香港史上一名重要的人物。年紀老邁的周壽臣決定於1936年退任兩局議員，並獲英皇賜予終生享有「閣下」（The Honourable）稱謂。同時，國民政府再贈三等嘉禾勳章予周壽臣，確立周壽臣華人社會領袖的地位。

#### 日佔時期

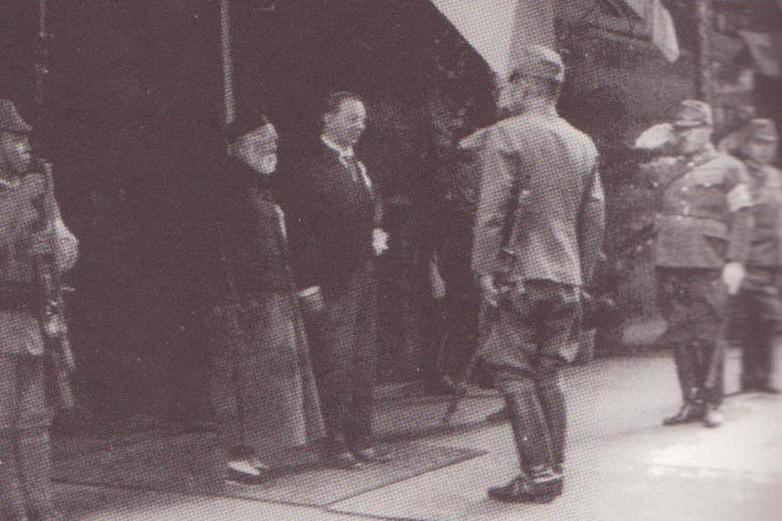
周壽臣出入時有日軍向他敬禮。（攝於香港日治時期）

1941年12月8日，日軍全面進攻香港。駐港英軍防守的醉酒灣防線失守後，餘下英軍開始撤回香港島防守至12日新界及九龍全部落入日軍手中。防衛香港島的英軍於26日向日軍投降，三年零八個月的日佔時期正式開始。戰時，東華三院派出了救護車接送周壽臣到東亞銀行地庫，逃避日軍飛機的轟炸。
日軍佔領香港後，便採用「以華制華」的策略，招撫當時仍留在香港的華人領袖，達至穩定人心。身為華人領袖的周壽臣別無他選的情況下，與羅旭龢、羅文錦、鄧肇堅等人在日軍指示下成立「香港善後處理委員會」，處理糧食、治安等問題。磯谷廉介於1942年上任後便解散了委員會，改為成立香港華民代表會及香港華民各界協議會，成為日方與華人的溝通橋樑，而周壽臣為香港華民各界協議會主席。華人領袖憑自身的特殊地位，協助華人生活，減輕市民的困苦。

### 服務社會
1921年獲港督司徒拔爵士推薦入香港大學校董會後，積極推動創立中文系，以照顧本地華人之需要。另外，周壽臣亦於1935年參與成立香港仔兒童工藝院，並成為創校校董，為失學兒童能夠學得一技之長。周壽臣亦大力推動廢除婢制、拒吃狗肉等，影響深遠。除了成立香港保護兒童會外，還身身兼數職，擔任數個慈善組織的職位，是熱心公益的有力證據。1950年代，周壽臣創辦港島「壽山中學」及創辦九龍「壽山小學」。

### 投身商界
由於周壽臣聲名顯赫，人際網絡廣闊，有很多中外企業主動向他接觸，希望周壽臣加入他們的公司。周氏曾加入南洋兄弟煙草、油蔴地小輪、香港電話、香港電燈等公司董事局，當中以創立東亞銀行一事最為人津津樂道。
二十世紀二十年代前，香港銀行業大多以英資为主，周壽臣於1918年與一群香港商業精英（如：簡東浦、李冠春等）成立東亞銀行，並於德輔道中興建銀行總部，為華資企業提供資金。周壽臣更於1925年成為東亞銀行主席後，一直擔任該職至逝世（1959年），任期長達34年。另外，周氏企曾經涉足地產界，發展半山及黃竹坑的地產項目。

### 逝世

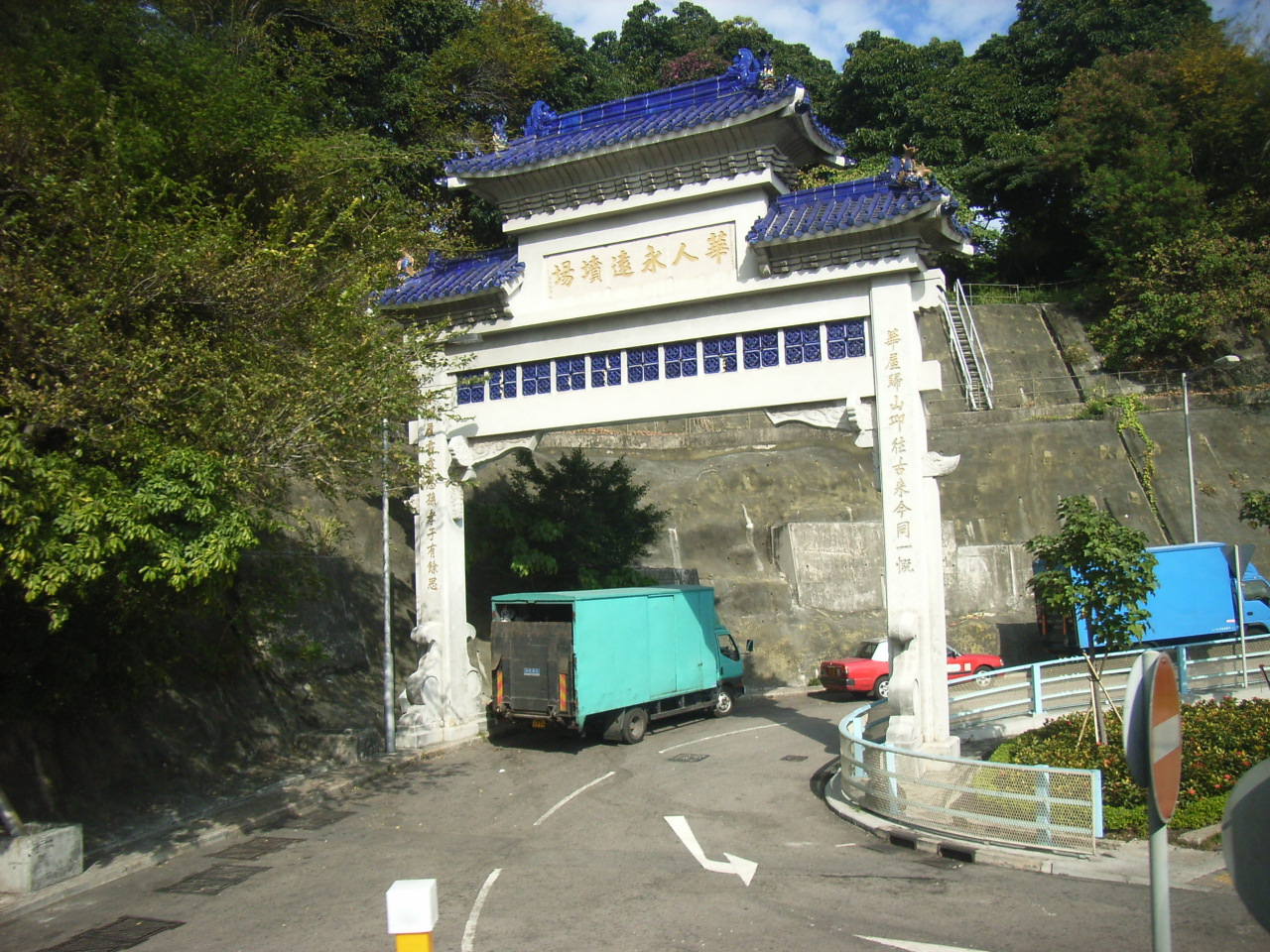
周壽臣死後葬於香港仔華人永遠墳場

戰後，香港經濟急速發展的同時，上一代人亦紛紛告老歸田，或與世長辭。周壽臣老友羅旭龢、何甘棠先後逝世。1952年，周壽臣次子周日昌因病厭世而自殺身亡，「白頭人送黑頭人」令周壽臣大受打擊。出席摯友何東的喪禮後，周壽臣的健康逐漸變差，不但行動不便，而且不能進食固體食物。1959年1月23日晚，周壽臣逝世，享耆壽97歲。彌留時，由施玉麒牧師（Canon G. Zimmern）施洗。
周壽臣的喪禮以基督教儀式舉行。當日參加人數非常多，粗略估計大約有二千名參加者。港督柏立基率領一眾軍政高官，加上大量工商界人士參加，遺體最後安放於香港仔華人永遠墳場。

## 家庭
由於周壽臣當時的生活環境仍然是一夫一妻多妾制，而非一夫一妻制。因此除了元配葉嬌外，周壽臣還納了兩位妾侍。

| - 葉嬌（元配） - 陳永箴 - 關淑儀 - 兒子 - 日光 - 日昌 - 佑生（養子） | - 女兒 - 日新 - 朝月（早夭） - 秋月 - 麗珠 - 巧瑛 - 淑珍 - 愛蓮（養女） |

除此之外，周壽臣於朝鮮工作時，正值壯年的周壽臣結識了一名日本籍女友，並未婚懷孕。由於周壽臣父親對周壽臣之越軌行為極為不滿，於是周壽臣只好與女友分手，回港成家立室。日籍女友後來誕下一女，是為周日新，並交由剛受喪女之痛的元配葉嬌養大成人。

## 以其命名的事物

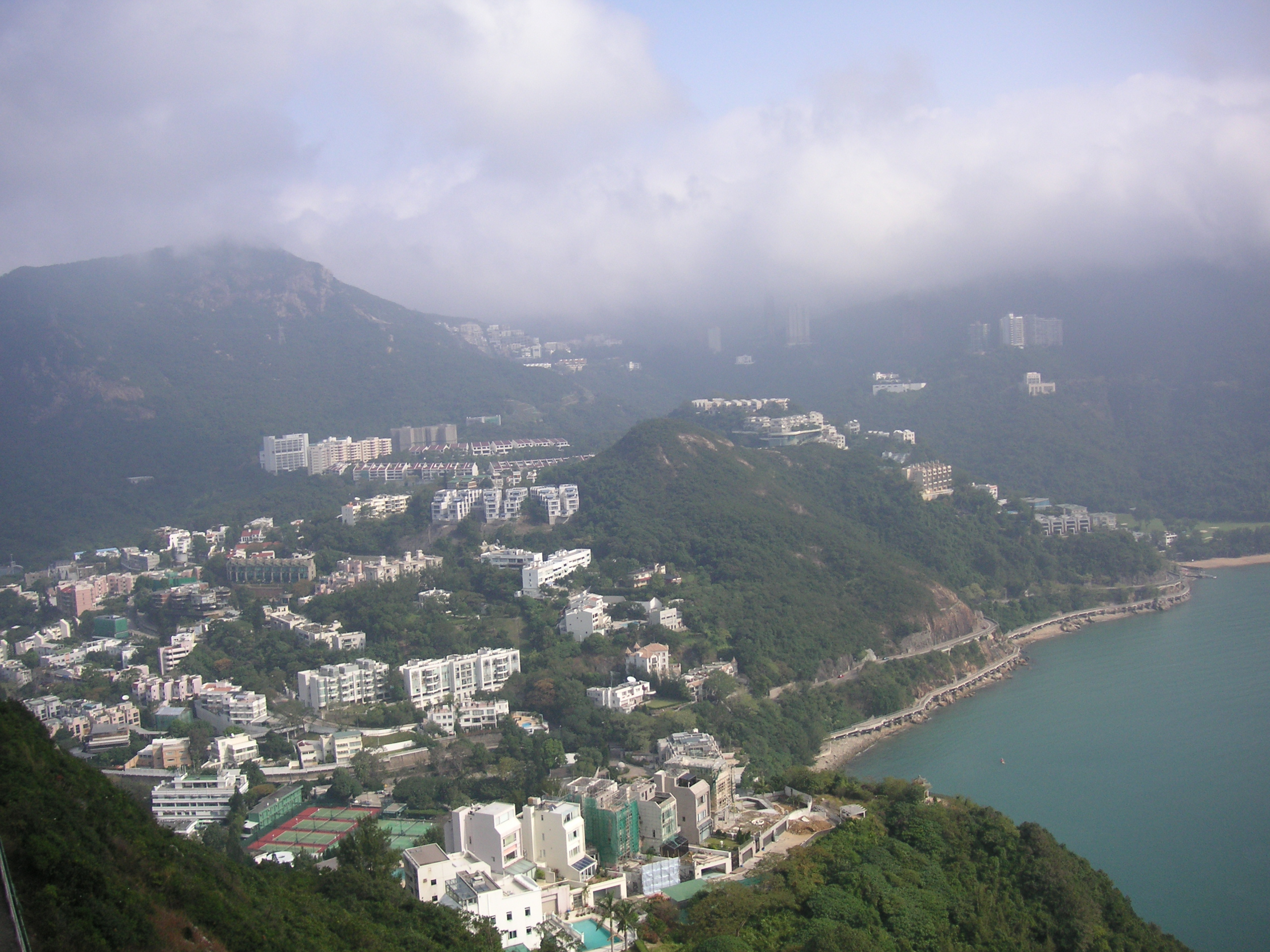
壽臣山

壽臣山是香港島南部的一個山丘，位於黃竹坑與深水灣之間，海拔150米。這座山週圍是香港其中一個高尚住宅區，被稱為壽山村。1937年，周壽臣宣佈退任議政局及立法局議員後，香港政府決定把周壽臣住宅所在的山巒命名為「壽臣山」；而環繞該山的道路，則命名為「壽山村道」，以獎勵周壽臣多年來全心效力政府，服務社會。
另一方面，位於香港藝術中心的「壽臣劇院」也是以他為名。